# Panagia tis Asinou

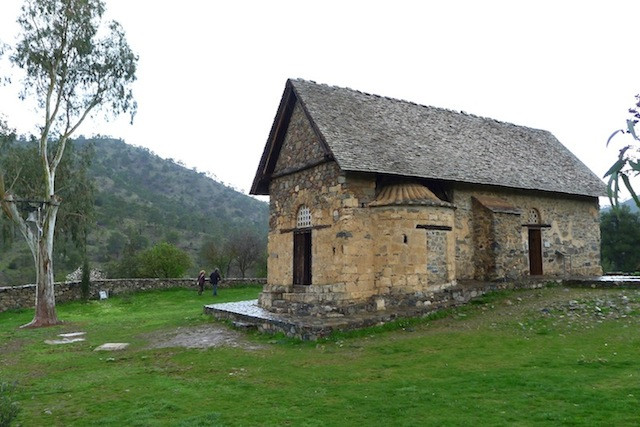
Panagia Phorviotissa

Panagia tis Asinou (griechisch Παναγία της Ασίνου), auch Panagia Forviotissa (griechisch Παναγία Φορβιώτισσας) genannt, ist ein Kirchengebäude der zyprisch-orthodoxen Kirche auf Zypern. Die Kirche wurde 1985 von der UNESCO als Teil der Weltkulturerbestätte Bemalte Kirchen im Gebiet von Troodos in das UNESCO-Welterbe aufgenommen.

## Beschreibung
Die Kirche ist eine der Scheunendachkirchen im Troodos-Gebirge und ist Maria, der Mutter Jesu, als Panagia (die Allheilige, die Allerheiligste) geweiht. Sie liegt etwa fünf Kilometer südlich von Nikitari und gehörte zu einem Kloster, das im 18. Jahrhundert verlassen wurde.
Der Name Φορβιώτισσα, Forviotissa, leitet sich vielleicht von den Wolfsmilchgewächsen, Euphorbiaceae, ab, die hier reichlich wuchsen, der Name Ασίνου, Asinou, von einem Dorf Ἀσίνη, Asine, seinerseits benannt nach der antiken Siedlung Asine in der Argolis.
Das tonnengewölbte Schiff der Kirche mit der Apsis stammt aus dem frühen, der überkuppelte Narthex mit Apsiden im Süden und Norden aus dem späten 12. Jahrhundert. Die Kirche besaß von vorneherein ein Holzdach. Das jetzige Holzdach wurde 1959 errichtet. Die Wandmalereien stammen teils aus dem frühen 12., teils aus dem 14. Jahrhundert. In einer Nische der Südwand lautet eine Stifterinschrift: „Die Kirche der heiligen Theotokos wurde auf dringenden Wunsch und mit Mitteln des Magistros (Beamten) Nikolaos Ischirios ausgemalt, als Alexios der Komnene Kaiser war, im Jahr <1105/1106>.“
In der Apostelkommunion in der Ostapsis reicht Jesus dem Johannes ein goldenes Gefäß mit Wein, während Judas Iskariot sich wegwendet, um ihn zu verraten. In der westlichsten Nische der Nordwand sind die Vierzig Märtyrer von Sebaste dargestellt, die in Σεβαστή, Sebaste, dem heutigen Sivas in der Türkei, getötet wurden. Im Narthex schildert ein Jüngstes Gericht die Strafen der Verdammten, so das Heulen und ὁ βρυγμὸς τῶν ὀδόντων, Zähneklappern. Die heilige Anastasia von Sirmium trägt als Ἀναστασία Φαρμακολύτρια, Anastasia pharmakolytria, giftabwehrende Anastasia außer einem Kreuz ein Arzneigefäß in der Hand. Die Stifterin ist in die byzantinische Tracht jener Zeit gekleidet.

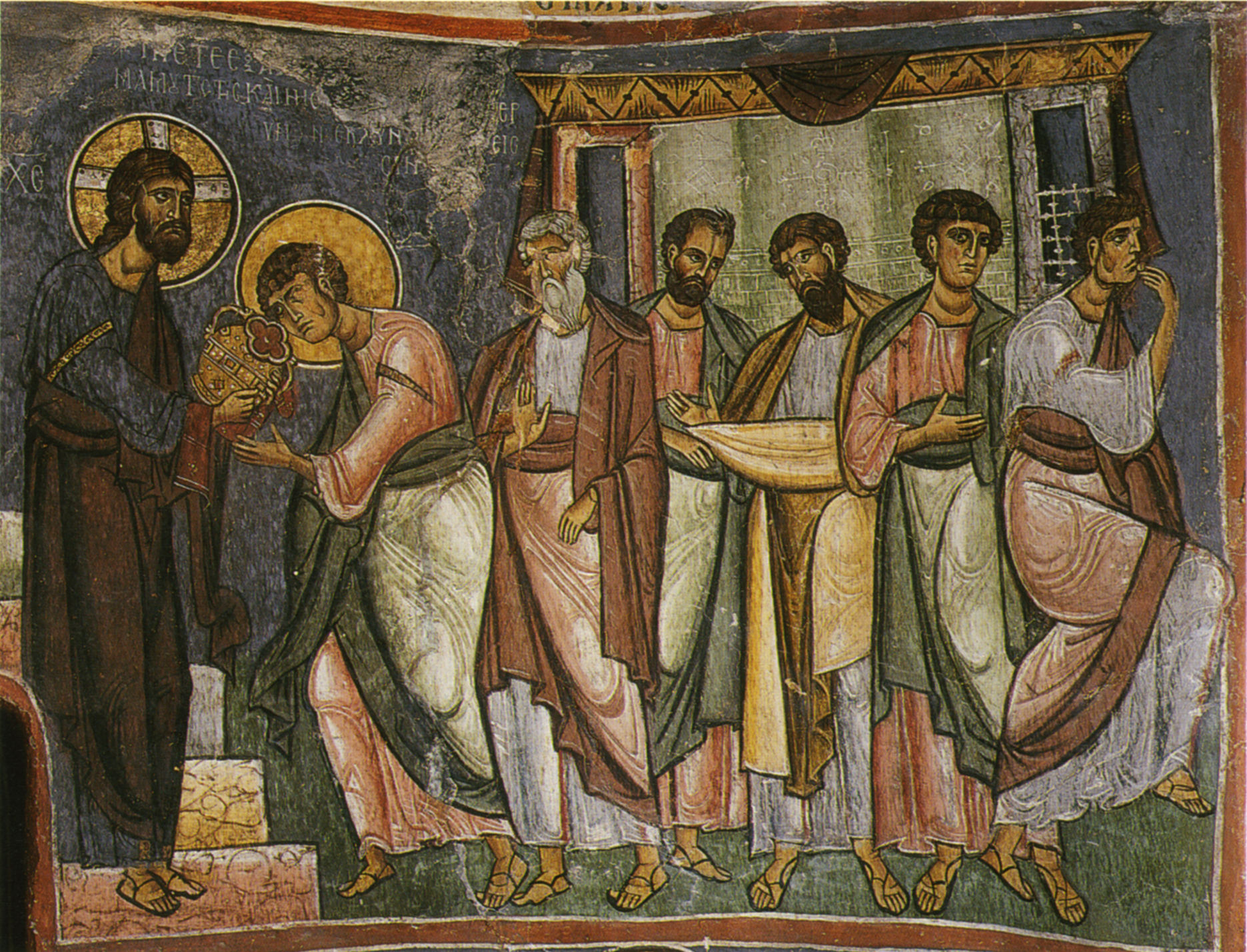
Apostelkommunion
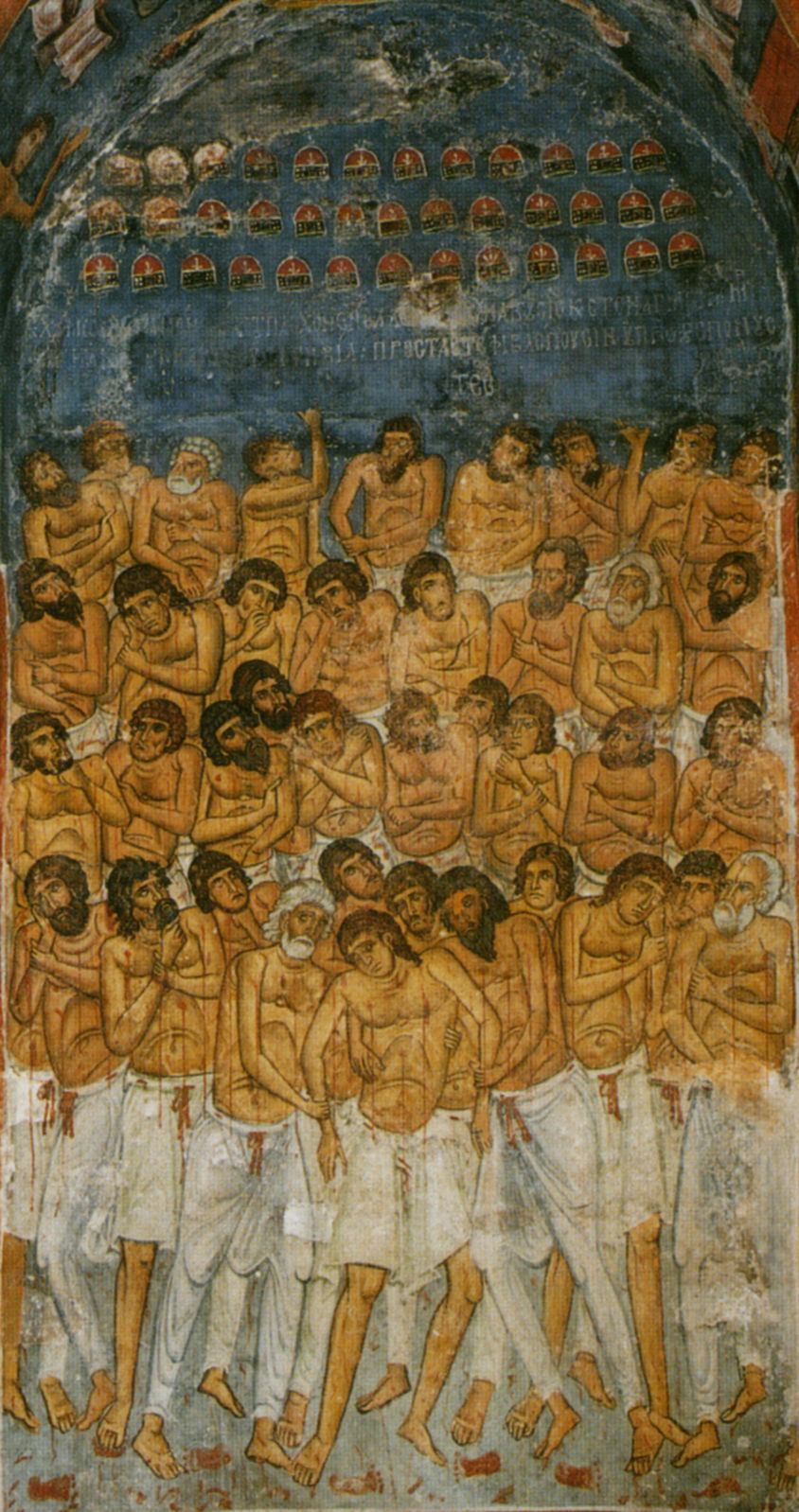
Märtyrer von Sebaste
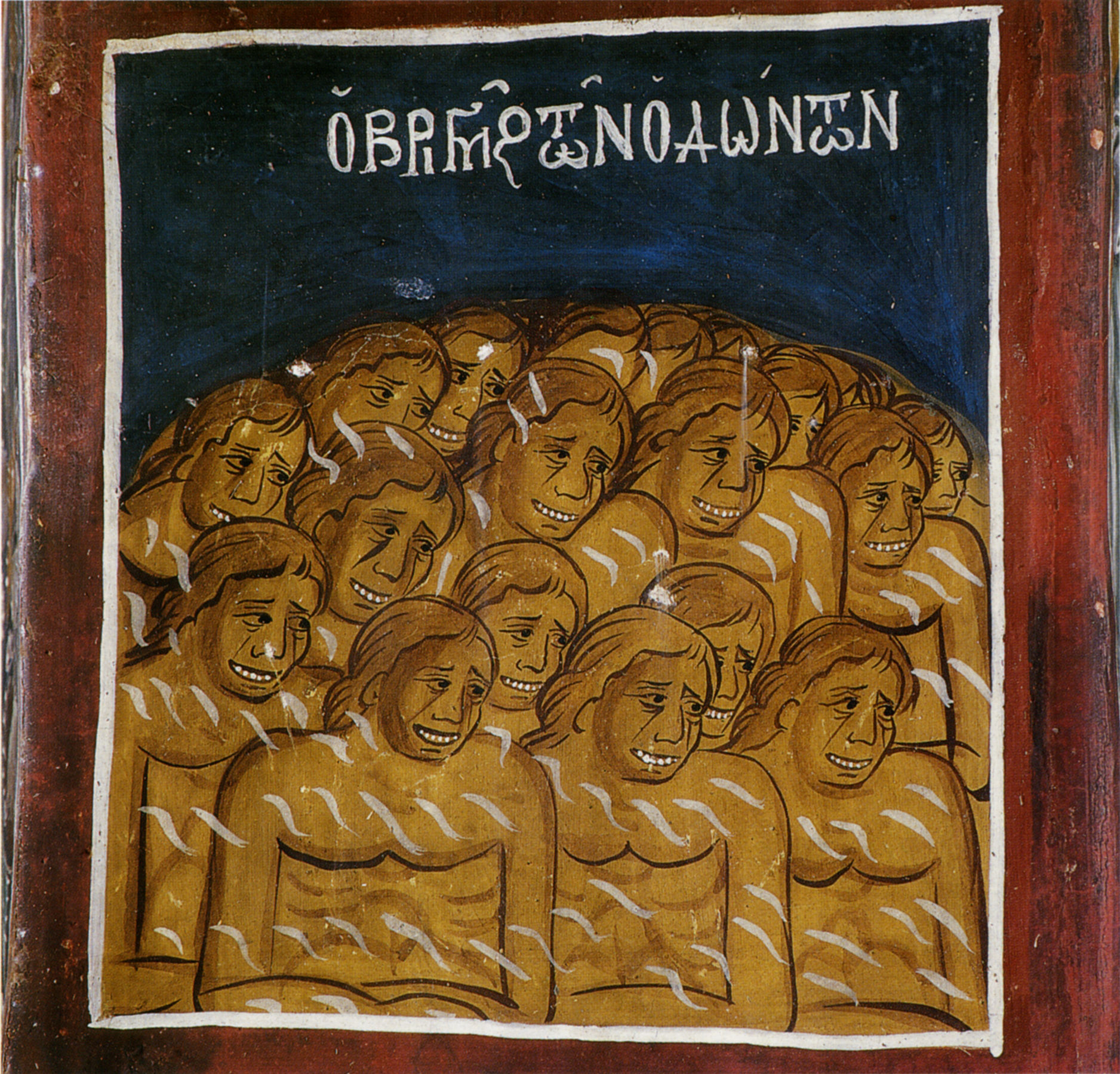
„Zähneklappern“